# Arrhaphipterus phlomidis
Arrhaphipterus phlomidis is een keversoort uit de familie Rhipiceridae. De wetenschappelijke naam van de soort is voor het eerst geldig gepubliceerd in 1900 door K.Daniel.